# 妖刀事件
『妖刀事件』（ようとうじけん）とは、2006年11月17日にライアーソフトより発売されたアダルトゲーム。

## 解説
猟奇殺人を背景に、殺意を持った人間が殺人を犯すことを題材としたアダルトゲーム。
そのため、シナリオは事件の解決よりも、事件に巻き込まれた人々の心理に重きを置いており、殺意を抱いた経緯や理由を丁寧に描写している。
キーアイテムとなる"妖刀"はプレイヤーの選択で持ち主が変わり、主人公である匠の頭に持ち主の感情が流れ込むという設定であるため、本作には度の持ち主の感情を見るかを選択できる「ワンラインシナリオ・マルチビュー」というシステムが搭載されている。また、周回プレイがしやすいようフローチャート式のリプレイモードも搭載されている。
本作のテキストは縦書きにされており、ゲームライターのカズオはこの点を評価している。

## あらすじ
渋谷に暮らす古村 匠は、ある日、日本刀が突き刺さった男性の死体を発見し、彼は死体に突き刺さった日本刀に触れてしまう。その時、男が殺される瞬間に見た光景や死ぬ間際の感情が匠の頭に入り込み、あまりの激しさに匠は嘔吐してしまう。
翌日、死体のことが報道される中、匠は知らんぷりを貫こうとしたが、彼の頭の中には知らない誰かの感情が流れ込むようになった。

## 登場人物
古村 匠（こむら たくみ）
主人公。
学校卒業後、渋谷で独り暮らししながらコンビニでアルバイトをしており、休日は友人たちと渋谷で遊んでいる。悪ぶってはいるが、根っからの悪人ではない。
榊原 美也（さかきばら みや）
声：中家志穂
都内私立女子校生で、よく渋谷で遊んでいる。
そっけないが、心優しく気遣いのできる人物。
出会い系サイトを通じた刹那的な恋愛を楽しんでいる。
大沢 香月（おおさわ かづき）
声：歌織
渋谷でOLとして働く傍らボランティアで青少年の指導員をしている女性。匠は学生時代、指導員として活動している香月と知り合った。
世話焼きだが、理念を重視するあまり現実に対する危機感を欠いているため、指導されている側から放っておけない対象として見なされている。
門倉 綾（かどくら あや）
美也とは違う学校に通う女子生徒。おとなしく上品で、匠のナンパ攻撃もかわしている。
日没以降一人で町を出歩いているところが何度か目撃されており、香月からも指摘を受けている。
本多梨香（ほんだ りか）
声：金田まひる
美也の友人で、渋谷で遊んでいるうちに親しくなった。親友のようだが、美也と深くかかわり合うことはない。また、同じ学校に通っているが、校内であまり顔を合わせることは少ない。

## スタッフ
- シナリオ：睦月たたら
- 原画：天原埜乃
- 音楽：ロックンバナナ
- 企画・原案:大木犬太郎

## 主題歌
- オープニングテーマ：『theme of, the Case of Cursed Blade.』
  - 歌：カンノユキ、作詞：睦月たたら、作曲・編曲：虹音
- エンディングテーマ：『till』
  - 歌：カンノユキ、作詞：睦月たたら、作曲・編曲：虹音